# Rosário Gambôa
Maria do Rosário Gambôa Lopes de Carvalho (3 de maio de 1956) é uma professora universitária e política portuguesa. Desempenhou as funções de deputada à Assembleia da República, pelo Partido Socialista, tendo sido a coordenadora do PS na Comissão de Educação e Ciência na XVI Legislatura. Entre 2016 e 2019 foi directora do Coliseu do Porto.

## Biografia
Rosário Gambôa é doutorada em Filosofia pela Universidade do Minho e mestre em Filosofia da Educação pela mesma instituição. É Professora Coordenadora no Ensino Superior Politécnico.
Deputada eleita à Assembleia da República na XIV, XV e XVI Legislaturas pelo círculo do Porto, foi coordenadora do Grupo Parlamentar do PS na Comissão de Educação e Ciência. Foi ainda membro suplente da Comissão de Assuntos Europeus e da Comissão de Cultura, Comunicação, Juventude e Desporto.
Foi Presidente do Instituto Politécnico do Porto (2010-2018), Vice-Presidente da mesma instituição (2006-2008) e Presidente da Escola Superior de Educação do Instituto Politécnico do Porto (2001-2004).
Exerceu ainda funções em diversos organismos públicos no âmbito da ciência, inovação e ensino superior e integrou órgãos de direção de várias instituições de natureza empresarial e cultural como, entre outras, a Casa da Música, AG Portugal Ventures, CA Fundação AEP, Direção da Associação Comercial do Porto e Direção do Coliseu do Porto.
Foi distinguida com condecorações e louvores como a Medalha de Mérito – Grau Ouro atribuída pela Câmara Municipal do Porto e a Medalha de Ouro da Cidade atribuída pela Câmara Municipal de Penafiel.

É autora de diversas obras literárias e científicas nas áreas da educação, pedagogia e filosofia.